# Кокаев, Заурбек Батразович
Заурбек Батразович Кокаев (род. 12 апреля 2000, Беслан, Северная Осетия) — российский футболист, защитник.

## Карьера

### Молодёжная карьера
Начинал заниматься футболом в ДЮСШ «Спартак-Алания». Позже перебрался в московскую ДЮСШ под названием «Спортивно-адаптивная школа». Первыми клубами игрока были «Олимп», «Фабус» и «Олимп-Долгопрудный-2» из Первенства России среди любительских футбольных клубов.

### «Спартак-Владикавказ»
В июле 2019 года перешёл в «Спартак-Владикавказ». Дебютировал за клуб 16 июля 2019 года против клуба «Махачкала», выйдя в стартовом составе. По ходу сезона закрепился в основной команде, став основным центральным защитником. За сезон сыграл за клуб 16 матчей во всех турнирах. В феврале 2020 года покинул клуб. 

### «Металлург-Видное»
В августе 2020 года на правах свободного агента перешёл в «Металлург-Видное». Дебютировал за клуб 21 сентября 2020 года в матче против «Калуги». Дебютный гол за клуб забил лишь в следующем сезоне 25 октября 2021 года против клуба «СКА-Хабаровск-2». Всего за клуб провёл 17 матчей, в которых лишь единожды отличился забитым голом. В марте 2021 года покинул клуб. Затем продолжил выступать за молодёжную команду клуба «Олимп-Долгопрудный» в Первенстве России среди любительских футбольных клубов.

### «Энергетик-БГУ»
В июле 2022 года перешёл в белорусский клуб «Энергетик-БГУ». Дебютировал за клуб 12 августа 2022 года в матче против жодинского «Торпедо-БелАЗ», выйдя на замену на 63 минуте. Закрепиться в основной команде у футболиста не вышло, почти все матчи находясь на скамейке запасных. По итогу сезона стал серебряным призёром Высшей Лиги. В декабре 2022 года покинул клуб.
В 2023 году футболист продолжил карьеру на любительском уровне, выступая за клуб BUS в российской Медийной футбольной лиге.